# محطة شيروكي للطاقة النووية

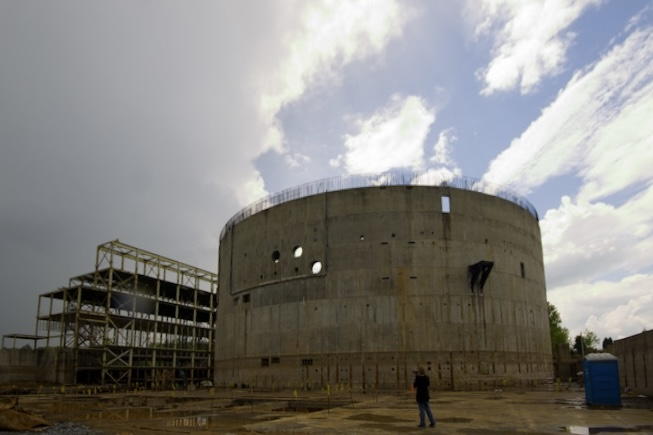
محطة شيروكي للطاقة النووية

محطة شيروكي للطاقة النووية هي مشروع للطاقة غير مكتمل على بعد 10 أميال (16 كم) خارج جافني في ساوث كارولينا بالولايات المتحدة.

## نبذة
في أوائل سبعينيات القرن الماضي بدأت شركة ديك بور في إنشاء محطة للطاقة النووية ثلاثية المفاعلات في الموقع.
توقف المشروع بسبب مشاكل اقتصادية في أوائل الثمانينات مما أدى إلى التخلي عن المشروع في نهاية المطاف.
في عام 1987 كانت المحطة موقع لاستوديو الأفلام تحت الماء قام بتصميمه مخرج هوليود جيمس كاميرون لفيلم الهاوية.

## وليام ستيتس لي الثالث
في 13 ديسمبر 2007 قدمت شركة ديك بور طلب إلى اللجنة التنظيمية النووية الأمريكية لإنشاء محطة جديدة للطاقة النووية تتكون من وحدتين وتتراوح قيمتها ما بين 5 إلى 6 مليارات دولار باسم محطة وليام ستيتس لي الثالث للطاقة النووية بالقرب من موقع محطة الطاقة النووية في شيروكي.
في نوفمبر 2008 تم رفع التكلفة المقدرة لإنجاز المشروع إلى 11 مليار دولار (ما يعادل 12,88 مليار دولار في عام 2018).